# Sphaeralcea
Sphaeralcea (es un género de plantas con flores perteneciente a la familia (Malvaceae). Hay unos 40 a 60 especies, incluyendo plantas anuales, perennes y arbustos. La mayoría con su origen en las regiones secas de Norteamérica con algunas especies en Sudamérica. 
Las hoja se disponen en espiral y son palmeadas o dentadas. 
Algunas especies de Sphaeralcea son alimento de las larvas de lepidópteros, incluyendo Schinia olivacea, que se alimentan de S. lindheimeri.

## Taxonomía
El género Sphaeralcea fue descrito en 1825 por Augustin Saint-Hilaire en Flora Brasiliae Meridionalis 1: 209. La especie tipo es Sphaeralcea cisplatina.

### Etimología
Sphaeralcea: nombre genérico que significa "malva globosa", en alusión a la forma del fruto; del griego sphaera "esfera" y alkea "malva" (compárese con el género Alcea).

### Sinonimia
- Sphaeroma (DC.) Schltdl.[1]

## Especies seleccionadas
- Sphaeralcea ambigua
- Sphaeralcea angustifolia (Cav.) G.Don - hierba del negro[4] (en México)
- Sphaeralcea bonariensis
- Sphaeralcea caespitosa
- Sphaeralcea coccinea
- Sphaeralcea coulteri
- Sphaeralcea digitata
- Sphaeralcea emoryi
- Sphaeralcea fendleri
- Sphaeralcea grossulariifolia
- Sphaeralcea hastulata
- Sphaeralcea incana
- Sphaeralcea janeae
- Sphaeralcea laxa
- Sphaeralcea leptophylla
- Sphaeralcea lindheimeri
- Sphaeralcea munroana
- Sphaeralcea nutans
- Sphaeralcea obtusiloba
- Sphaeralcea orcuttii
- Sphaeralcea parvifolia
- Sphaeralcea pedatifida
- Sphaeralcea philippiana
- Sphaeralcea polychroma
- Sphaeralcea procera
- Sphaeralcea psoraloides
- Sphaeralcea rusbyi
- Sphaeralcea subhastata
- Sphaeralcea wrightii